# 科松布拉托
科松布拉托（義大利語：Cossombrato），是意大利阿斯蒂省的一个市镇。总面积5.33平方公里，人口526人，人口密度98.7人/平方公里（2009年）。ISTAT代码为005049。